# زیپ‌لاین

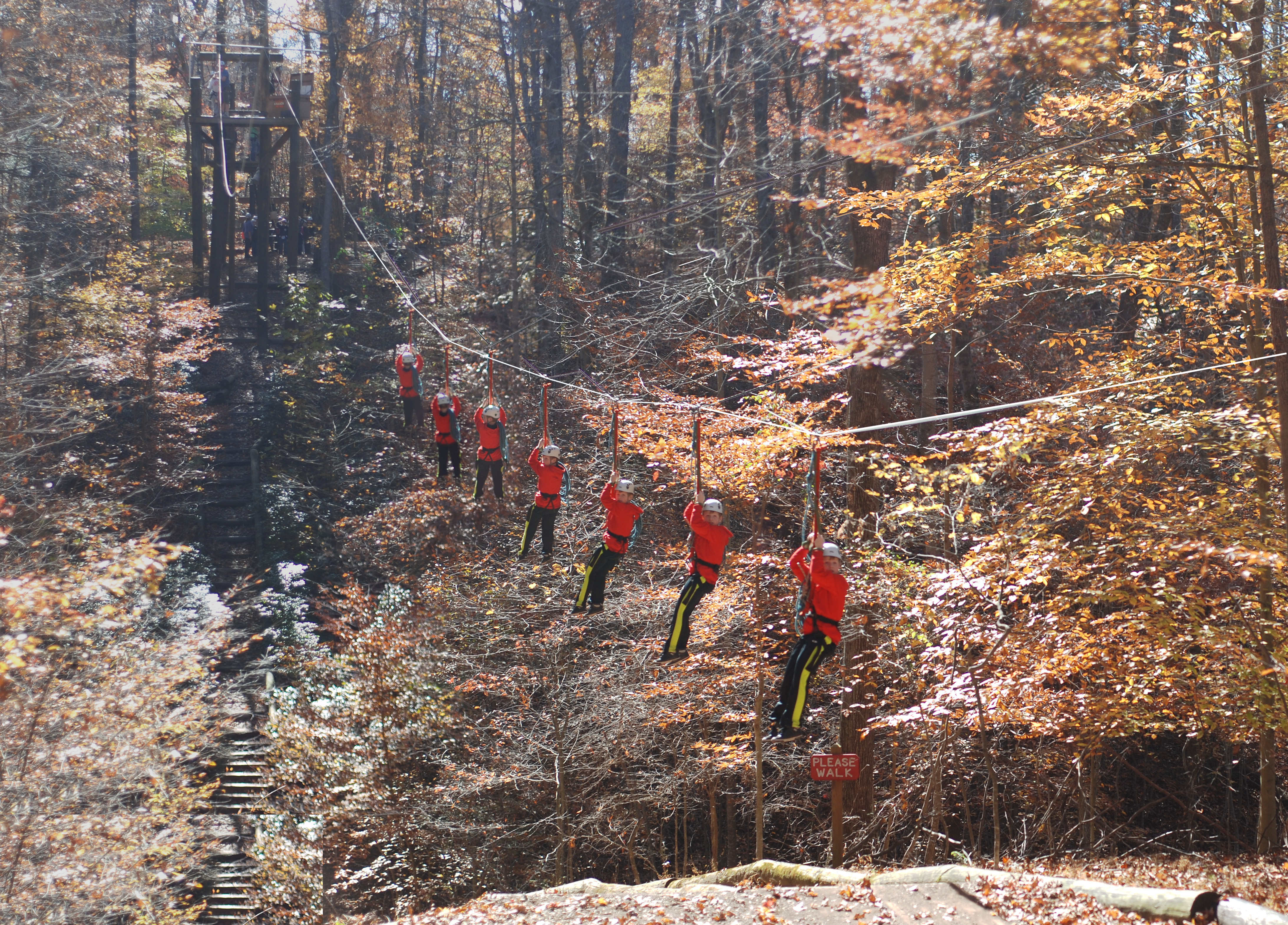
زیپ‌لاینی در پارک محلی هملاک اوورلوک ویرجینیا

بندسُره یا زیپ‌لاین (انگلیسی: Zip line) نوعی وسیله ترابری متشکل از قرقرهٔ معلق روی طنابی از جنس فولاد زنگ‌نزن است که با بهره‌گیری از شیب و گرانش زمین، فرد یا محموله را از نقطه‌ای به نقطه‌ای در سطح پایین‌تر منتقل می‌کند. کاربرد زیپ‌لاین معمولاً برای تفریح، گردشگری و ورزش ماجراجویانه است گرچه منحصر به این موارد نیست.